# MFSインベストメント・マネジメント

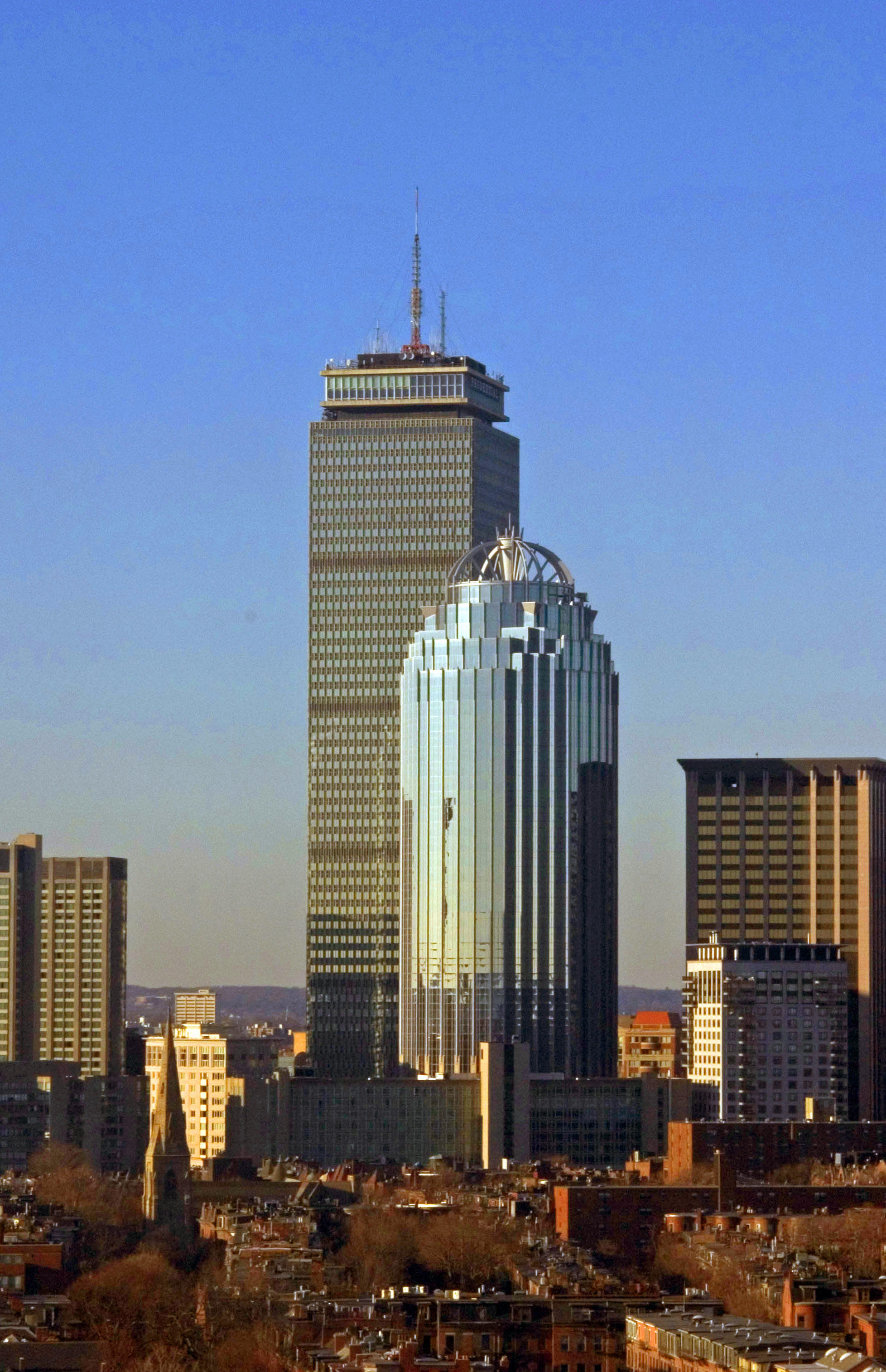
本社はボストン111 Huntington Avenue（手前の高層ビル）に

MFSインベストメント・マネジメント (エムエフエスインベストメント・マネジメント、英語: MFS Investment Management）は、以前はマサチューセッツ・ファイナンシャル・サービセズ（Massachusetts Financial Services）として知られていた、アメリカを拠点とするグローバルな投資管理会社である。
1924年に設立された会社で、世界で最も古いアセットマネジメント会社（資産管理会社）の 1 つであり、オープンエンド会計のミューチュアル・ファンドの先駆者として知られている。最初のミューチュアル・ファンドであるマサチューセッツ・インベスターズ・トラスト・ファンドは現在も運営されている。 2020年1月31日の時点で、MFSインベストメント・マネジメントの運用資産は 5,284 
億ドルであった。

## 日本支社
1998年、東京に調査オフィスを設立して、その後MFSインベストメント・マネジメント株式会社としている。

## 参照項目
- 資産運用